# Colus jeffreysianus
Colus jeffreysianus är en snäckart som först beskrevs av P. Fischer 1868.  Colus jeffreysianus ingår i släktet Colus och familjen valthornssnäckor. Arten är reproducerande i Sverige.

## Underarter
Arten delas in i följande underarter:
- C. j. jeffreysianus
- C. j. marshalli

## Bildgalleri

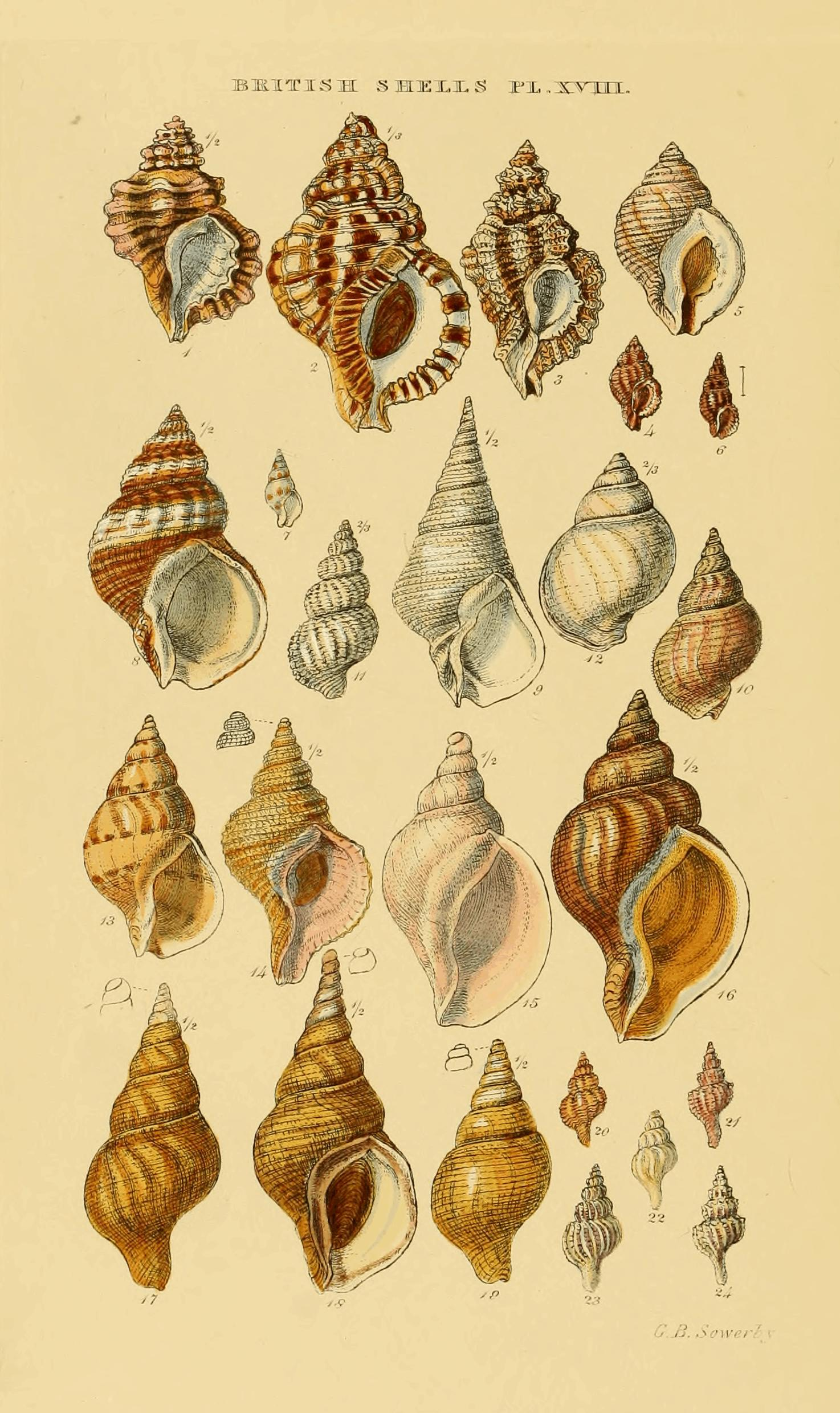